# Вълшебният пръст
„Вълшебният пръст“ (на английски: The Magic Finger) е книга за деца на Роалд Дал, публикувана за първи път през 1966 г. Оригиналното издание е с илюстрации на Уилям Пен дю Боа, а по-късни издания са илюстрирани също така от Пат Мариот, Тони Рос и Куентин Блейк.
„Вълшебният пръст“ е издадена за първи път на български през 2010 г., в превод на Катя Перчинкова, с илюстрации на Куентин Блейк. Изданието включва и кратки биографични данни за писателя.

## Сюжет
Историята се разказва от името на осемгодишно момиче, чието име не се уточнява. Момичето притежава сила да наказва хората, които силно го ядосат, като насочи срещу тях Вълшебния пръст (десния показалец на ръката), но не може да контролира последствията.
В съседната ферма живеят семейство Грег с двете си момчета – връстници на момичето. Макар че са приятели, тя е вбесена, когато господин Грег и момчетата се връщат от лов, убили млад елен, и ги посочва с Вълшебния пръст. В същия ден тримата ловци застрелват и 16 диви патици. На следващия ден семейство Грег се събуждат смалени и с крила, вместо ръце. Къщата им е заета от четири огромни патици с ръце вместо криле, а променените хора са принудени да свият гнездо в градината си, където да прекарат нощта. Следващата сутрин гигантските патици пристигат с пушки и заплашват да убият семейство Грег, тъй както те са постъпвали с животните. Хората се разкайват и след като обещават да се променят, възвръщат предишния си образ.
Съседското момиче ги посещава на следващия ден и заварва пълна промяна у семейство Грег – те дори са променили фамилията си на Ег (от англ. Egg – яйце) в чест на новото си приятелство с птиците. Наблизо се разнасят гърмежи и когато господин Ег пояснява, че това са семейство Купър които ловуват, момичето се отправя към тях, решено да ги накаже.